# 제57회 영국 아카데미 영화상
제57회 영국 아카데미 영화상은 2003년의 최고의 영화를 기리기 위해 2004년 2월 15일에 열린 시상식이다. 런던 레스터 스퀘어, Odeon 극장에서 개최되었으며 사회자는 스티븐 프라이이다.

## 수상 및 후보

### 작품상
- 반지의 제왕 3 - 왕의 귀환 수상
- 사랑도 통역이 되나요?
- 마스터 앤드 커맨더: 위대한 정복자
- 빅 피쉬
- 콜드 마운틴

### 데이빗 린 상
- 마스터 앤드 커맨더: 위대한 정복자 - 피터 위어 수상
- 콜드 마운틴 - 안소니 밍겔라
- 빅 피쉬 - 팀 버튼
- 반지의 제왕 3 - 왕의 귀환 - 피터 잭슨
- 사랑도 통역이 되나요? - 소피아 코폴라

### 남우주연상
- 사랑도 통역이 되나요? - 빌 머레이 수상
- 21 그램 - 베니시오 델 토로
- 캐리비안의 해적 - 블랙 펄의 저주 - 조니 뎁
- 21 그램 - 숀 펜
- 미스틱 리버 - 숀 펜

### 여우주연상
- 사랑도 통역이 되나요? - 스칼렛 요한슨 수상
- 21 그램 - 나오미 왓츠
- 진주 귀걸이를 한 소녀 - 스칼렛 요한슨
- 킬 빌 - 1부 - 우마 서먼
- 마더 - 앤 레이드

### 남우조연상
- 러브 액츄얼리 - 빌 나이 수상
- 반지의 제왕 3 - 왕의 귀환 - 이안 맥켈렌
- 마스터 앤드 커맨더: 위대한 정복자 - 폴 베타니
- 빅 피쉬 - 앨버트 피니
- 미스틱 리버 - 팀 로빈스

### 여우조연상
- 콜드 마운틴 - 르네 젤위거 수상
- 미스틱 리버 - 로라 리니
- 진주 귀걸이를 한 소녀 - 주디 파피트
- 써틴 - 홀리 헌터
- 러브 액츄얼리 - 엠마 톰슨

### 각본상
- 스테이션 에이전트 - 토마스 맥카시 수상
- 니모를 찾아서 - 앤드류 스탠튼 외
- 사랑도 통역이 되나요? - 소피아 코폴라
- 21 그램 - 길예르모 아리아가
- 야만적 침략 - 드니 아르깡

### 각색상
- 반지의 제왕 3 - 왕의 귀환 - 프란 윌쉬 수상
- 빅 피쉬 - 존 어거스트
- 콜드 마운틴 - 안소니 밍겔라
- 진주 귀걸이를 한 소녀 - 올리비아 헤트리드
- 미스틱 리버 - 브라이언 헬지렌드

### 편집상
- 사랑도 통역이 되나요? - 사라 플랙 수상
- 21 그램 - 스티븐 미리온
- 반지의 제왕 3 - 왕의 귀환 - 자미 셀커크
- 콜드 마운틴 - 월터 머취
- 킬 빌 - 1부 - 셀리 멘키

### 촬영상
- 반지의 제왕 - 왕의 귀환 - 앤드류 레스니 수상
- 마스터 앤드 커맨더: 위대한 정복자 - 러셀 보이드
- 콜드 마운틴 - 존 세일
- 진주 귀걸이를 한 소녀 - 에두아르도 세라
- 사랑도 통역이 되나요? - 랜스 아코드

### 음향상
- 마스터 앤드 커맨더: 위대한 정복자 - 리처드 킹 수상
- 콜드 마운틴 - 에디 조셉
- 킬 빌 - 1부 - 마이클 밍클러
- 캐리비안의 해적 - 블랙 펄의 저주 - 크리스토퍼 보예스
- 반지의 제왕 3 - 왕의 귀환 - 에단 반 더 린

### 의상상
- 마스터 앤드 커맨더: 위대한 정복자 - 웬디 스티테스 수상
- 콜드 마운틴 - 앤 로스
- 진주 귀걸이를 한 소녀 - 디언 밴 스트랄른
- 캐리비안의 해적 - 블랙 펄의 저주 - 페니 로즈
- 반지의 제왕 3 - 왕의 귀환 - 엔길라 딕슨

### 분장상
- 캐리비안의 해적 - 블랙 펄의 저주 - 비 닐 수상
- 빅 피쉬 - 진 앤 블랙
- 콜드 마운틴 - Paul Engelen
- 진주 귀걸이를 한 소녀 - Jenny Shircore
- 반지의 제왕 3 - 왕의 귀환 - 리처드 테일러

### 특수시각효과상
- 반지의 제왕 3 - 왕의 귀환 - 조 레테리 수상
- 빅 피쉬 - 케빈 스코트 맥
- 킬 빌 - 1부 - 타미 탐
- 캐리비안의 해적 - 블랙 펄의 저주 - 존 크놀
- 마스터 앤드 커맨더: 위대한 정복자 - 스티펜 펭메이어

### 단편애니메이션작품상
- Jojo in the Stars - Sue Goffe 수상

### 단편영화작품상
- Brown Paper Bag - Natasha Carlish 수상

### 안소니 아스퀴스상
- 콜드 마운틴 - 가브리엘 야리드 수상
- 반지의 제왕 3 - 왕의 귀환 - 하워드 쇼어
- 진주 귀걸이를 한 소녀 - 알렉상드르 데스플라
- 킬 빌 - 1부 - 르자
- 사랑도 통역이 되나요? - 케빈 쉴즈 외

### 공로상
- 존 부어만 수상

### 인기상
- 반지의 제왕 3 - 왕의 귀환 수상

## 같이 보기
- 제76회 아카데미상
- 제29회 세자르상
- 제56회 미국 감독 조합상
- 제17회 유럽 영화상
- 제61회 골든 글로브상
- 제24회 골든 래즈베리상
- 제10회 미국 배우 조합상
- 제56회 미국 작가 조합상